# Riera de Llanera
La Riera de Llanera és un afluent per la dreta del Llobregós.
Neix al pla que s'estén al sud-oest de l'Hostal del Boix per bé que a la contrada també hom considera que la Riera de Llanera com a tal neix a la confluència del Barranc de Santa Maria amb la Rasa d'Ardèvol.
A banda de la ja citada denominació, fins a l'esmentada confluència, rep també, en successius trams, les denominacions de Rasa de l'Anton Coix, Rasa del Coll i Rasa dels Orrius.

## Municipis per on passa

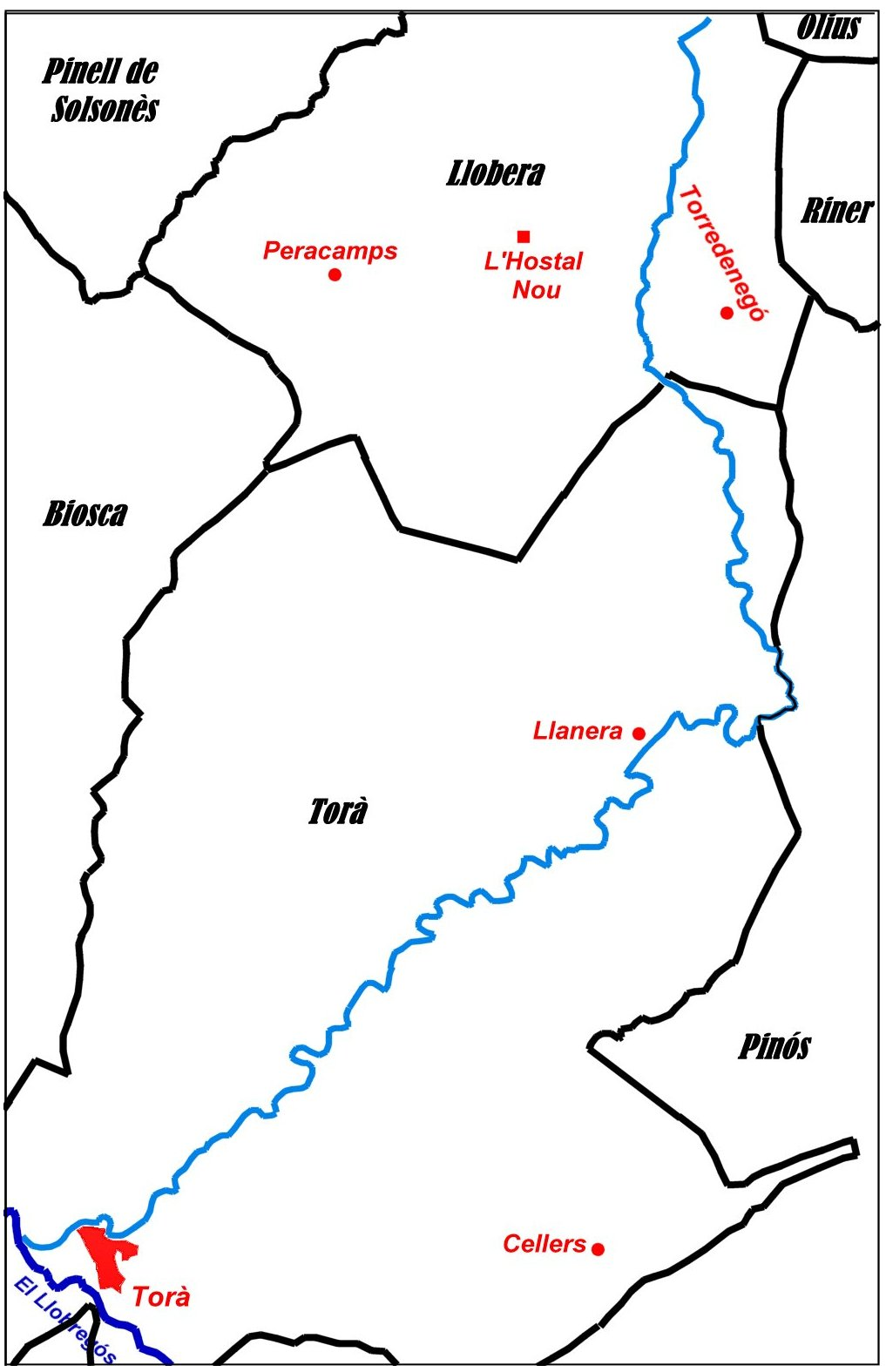
Distribució municipal de la Riera de Llanera

Des del seu naixement, la Riera de Llanera passa successivament pels següents termes municipals.
|                                               | Longitud (en m.) | % del recorregut |
| --------------------------------------------- | ---------------- | ---------------- |
| Per l'interior del municipi de Llobera        | 4.998            | 17,96%           |
| Per l'interior del municipi de Torà           | 4.508            | 16,20%           |
| Fent frontera entre Torà i Pinós              | 1.530            | 5,50%            |
| Altre cop per l'interior del municipi de Torà | 16.790           | 60,34%           |

## Xarxa hidrogràfica
La xarxa hidrogràfica de la Riera de Llanera està constituïda per 486 cursos fluvials que en total sumen una longitud de 376,4 km.

### Distribució municipal
El conjunt d'aquesta xarxa hidrogràfica transcorre pels següents termes municipals: